# Aéroport John-Wayne
L'aéroport John-Wayne (code IATA : SNA • code OACI : KSNA) est l'aéroport du comté d'Orange situé à Santa Ana, en Californie.
Il est nommé en hommage à l'acteur, réalisateur et producteur John Wayne depuis juin 1979, seulement quelques jours après la mort de celui-ci. Une statue de bronze représentant John Wayne, création du sculpteur Robert Summers (en), est érigée dans le hall d'arrivée du terminal Thomas F. Riley de l'aéroport.

## Situation
| \| 20 km1:830 000 \| Los Angeles-LAX Ontario-ONT John-Wayne-SNA Burbank-BUR Long Beach-LGB Van Nuys-VNY Santa Monica-SMO |
| 20 km1:830 000 |

### Carte des aéroports de Californie
| Burbank Santa Rosa Arcata CA Long Beach Merced Santa Monica Fresno Los Angeles Palm Springs Sacramento San Diego San Francisco San Jose Oakland Ontario Santa Ana Monterey Chico Crescent City Imperial Inyokern Mammoth Lakes Carlsbad Bakersfield Modesto Redding San Luis Obispo Santa Barbara Santa Maria Stockton Visalia |

Il est établi, dans le Grand Los Angeles, au sein d'un environnement entièrement urbanisé, entre les villes de Santa Ana (au nord), Costa Mesa (à l'ouest), Newport Beach (au sud-ouest) et Irvine (à l'est). Son adresse postale est à Santa Ana (aucune partie des emprises de l'aéroport n'étant pourtant situé sur le territoire de cette localité). Il est situé à vingt-trois kilomètres (quatorze miles) au sud-est du principal centre d'intérêt touristique du comté d'Orange : Disneyland. L'aéroport international de Los Angeles est quant à lui situé à cinquante-six kilomètres (trente-cinq miles) au nord-ouest de Disneyland.

## Statistiques
Pour des raisons techniques, il est temporairement impossible d'afficher le graphique qui aurait dû être présenté ici.

Voir la requête brute et les sources sur Wikidata.

C'est le quarante-quatrième aéroport nord-américain avec plus de 8,7 millions de passagers qui y ont transité en 2009.

## Compagnies aériennes et destinations

### Passagers
| Compagnies         | Destinations | Refs   |
| ------------------ | --- | ------ |
| Alaska Airlines    | Everett, Portland, San Francisco, Santa Rosa, CA, Seattle-Tacoma | [ 3 ]  |
| Allegiant Air      | Boise, Grand Junction (en), Las Vegas-Harry-Reid, Medford (Oregon), Missoula, Provo (en), Reno-Tahoe, Spokane                                                                                           | [ 4 ]  |
| American Airlines  | Chicago-O'Hare, Dallas-Fort Worth, Phoenix-Sky Harbor | [ 5 ]  |
| Delta Air Lines    | Atlanta H.-Jackson, Détroit, Minneapolis-Saint-Paul, Salt Lake City, Seattle-Tacoma | [ 6 ]  |
| Delta Connection   | Seattle-Tacoma En saison : Las Vegas-Harry-Reid | [ 6 ]  |
| Frontier Airlines  | Denver, Las Vegas-Harry-Reid | [ 7 ]  |
| JSX                | Buchanan, Las Vegas-Harry-Reid, Oakland, Reno-Tahoe | ,      |
| Southwest Airlines | Denver, Las Vegas-Harry-Reid, Nashville, Oakland, Phoenix-Sky Harbor, Puerto Vallarta , Sacramento, Salt Lake City, San José (Californie), Los Cabos En saison : Dallas-Love Field, Houston-W. P. Hobby | [ 11 ] |
| Spirit Airlines    | Las Vegas-Harry-Reid, Oakland, Phoenix-Sky Harbor | [ 13 ] |
| United Airlines    | Chicago-O'Hare, Denver, Houston-George Bush, Newark-Liberty, San Francisco | [ 14 ] |
| United Express     | San Francisco | [ 14 ] |
| WestJet            | Vancouver | [ 15 ] |

Édité le 02/12/2020

### Musée de l'Air Lyon
Le musée de l'Air Lyon (en), fondé par le major général William Lyon (en) (né en 1923), est situé dans un hangar sur le côté ouest de l'aéroport John-Wayne, à Santa Ana. Il abrite une collection d'avions militaires, d'automobiles rares, de véhicules militaires et de motocyclettes, ainsi que des souvenirs liés, avec un accent sur la Seconde Guerre mondiale. 
Les avions exposés sont tous en état de navigabilité et comprennent Boeing B-17 Flying Fortress, Cessna O-1E Bird Dog, Douglas DC-3, Douglas C-47 Skytrain, North American B-25 Mitchell et Douglas A-26 Invader. La dernière acquisition par le musée est un North American SNJ-6 Texan, ajouté à l'été 2013.